# Orquesta del Mozarteum de Salzburgo
La Orquesta Mozarteum de Salzburgo (en alemán: Mozarteumorchester Salzburg) es la orquesta principal de Salzburgo, Austria. Fue fundada en 1841 y su nombre actual se fijó en 1908. Tiene una actividad muy destacada dentro del famoso Festival de Salzburgo. Entre los directores invitados los ha habido de mucho renombre como por ejemplo el letón Olgerts Bistevins. Desde 2004 su director titular es Ivor Bolton.

## Directores
- Alois Taux (1841–1861)
- Hans Schläger (1861–1868)
- Otto Bach (1868–1879)
- Joseph Friedrich Hummel (1880–1908)
- Joseph Reiter (1908–1911)
- Paul Graener (1911–1913)
- Franz Ledwinka (1913–1917)
- Bernhard Paumgartner (1917–1938)
- Willem van Hoogstraten (1939–1944)
- Robert Wagner (1946)
- Meinhard von Zallinger (1947-1949)
- Paul Walter (1949-1953)
- Ernst Märzendorfer (1953–1958)
- Meinhard von Zallinger (1959)
- Mladen Bašić (1960–1969)
- Leopold Hager (1969–1981)
- Ralf Weikert (1981–1984)
- Hans Graf (1984–1994)
- Hubert Soudant (1994–2004)
- Ivor Bolton (2004–2014)
- Riccardo Minasi (2017-2022)
- Roberto González-Monjas (09/2024)